# Vie de la Vierge
 (mai 2024).
La mise en forme du texte ne suit pas les recommandations de Wikipédia : il faut le « wikifier ».
Les points d'amélioration suivants sont les cas les plus fréquents. Le détail des points à revoir est peut-être précisé sur la page de discussion.
- Les titres sont pré-formatés par le logiciel. Ils ne sont ni en capitales, ni en gras.
- Le texte ne doit pas être écrit en capitales (les noms de famille non plus), ni en gras, ni en italique, ni en « petit »…
- Le gras n'est utilisé que pour surligner le titre de l'article dans l'introduction, une seule fois.
- L'italique est rarement utilisé : mots en langue étrangère, titres d'œuvres, noms de bateaux, etc.
- Les citations ne sont pas en italique mais en corps de texte normal. Elles sont entourées par des guillemets français : « et ».
- Les listes à puces sont à éviter, des paragraphes rédigés étant largement préférés. Les tableaux sont à réserver à la présentation de données structurées (résultats, etc.).
- Les appels de note de bas de page (petits chiffres en exposant, introduits par l'outil «  Source ») sont à placer entre la fin de phrase et le point final[comme ça].
- Les liens internes (vers d'autres articles de Wikipédia) sont à choisir avec parcimonie. Créez des liens vers des articles approfondissant le sujet. Les termes génériques sans rapport avec le sujet sont à éviter, ainsi que les répétitions de liens vers un même terme.
- Les liens externes sont à placer uniquement dans une section « Liens externes », à la fin de l'article. Ces liens sont à choisir avec parcimonie suivant les règles définies. Si un lien sert de source à l'article, son insertion dans le texte est à faire par les notes de bas de page.
- La présentation des références doit suivre les conventions bibliographiques. Il est recommandé d'utiliser les modèles {{Ouvrage}}, {{Chapitre}}, {{Article}}, {{Lien web}} et/ou {{Bibliographie}}. Le mode d'édition visuel peut mettre en forme automatiquement les références.
- Insérer une infobox (cadre d'informations à droite) n'est pas obligatoire pour parachever la mise en page.

Pour une aide détaillée, merci de consulter Aide:Wikification.
Si vous pensez que ces points ont été résolus, vous pouvez retirer ce bandeau et améliorer la mise en forme d'un autre article.

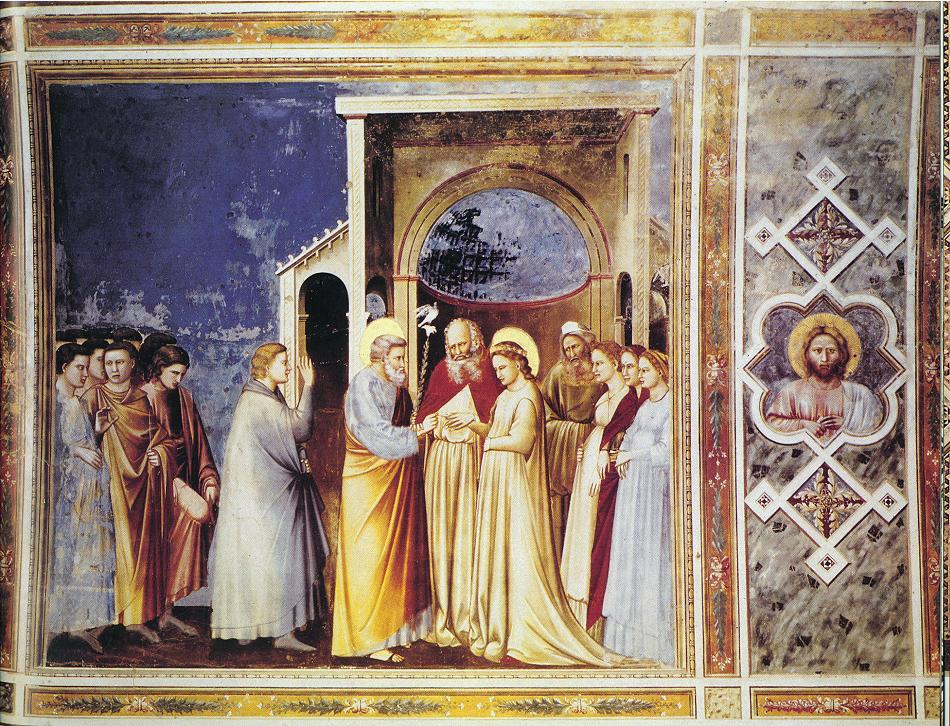
Le Mariage de la Vierge par Giotto (Chapelle des Scrovegni)

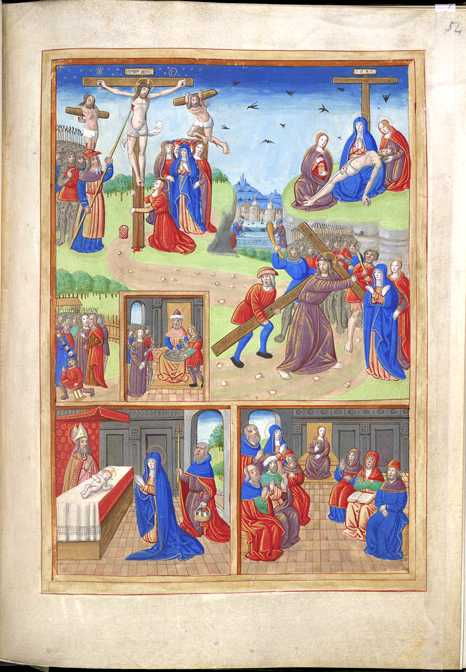
Crucifixion, Descente de croix, Déploration du Christ, Baiser de Judas, Pilate se lavant les mains, Christ portant la Croix, Présentation de Jésus au Temple, Jésus parmi les docteurs, d'un Livre d'heures du XVe siècle

La Vie de la Vierge, représentant les scènes narratives de la vie de Marie, la mère de Jésus, est un sujet courant des fresques illustrées dans l'art chrétien, souvent complétant, ou faisant partie de, une fresque de la Vie du Christ. Dans les deux cas, le nombre des scènes représentées dépendent de l'espace disponible. Les œuvres peuvent être d'une quelconque matière : des murs d'une église peints à la fresque et des séries d'estampes de vieux maître ont de nombreuses fresques remplies, mais le panneau (peinture), le vitrail, les enluminures, les tapisseries, les sculptures en pierre et en ivoire ont plusieurs exemples.

## Scènes représentées
La Vie de la Vierge rejoint parfois une fresque de la Vie du Christ, parfois comprenant des scènes de la Passion du Christ, mais souvent saute de l'enfance du Christ jusqu'à la Mort de la Vierge. Jésus parmi les docteurs, le dernier épisode de l'enfance du Christ, termine souvent le cycle.
D'importants exemples dont les scènes sont listées dans le tableau ci-dessous, comprennent celles dans la chapelle Tornabuoni par Domenico Ghirlandaio et son atelier entre 1485 et 1490, la chapelle des Scrovegni par Giotto, complétée autour de 1305, et la Maestà de Duccio complétée en 1308. La mosaïque Byzantine de Saint-Sauveur-in-Chora (début du XIVe siècle ; voir Galerie) représente certaines différences entre l'Orient et l'Occident - les sept premiers pas de la Vierge étaient célébrés par un jour de fête Orthodoxe - mais les 16 scènes amenées à atteindre un point avant la Visitation sont similaires aux 15 prises dans la fresque pré-contemporaine de Giotto. Lorsque le cycle de Chora résume, elle devint une partie de la Vie du Christ commençant par son Incarnation, tout comme Giotto et de nombreux exemples Occidentaux. La fresque de Giotto est vraiment complète à 26 scènes, mais dans une petite ivoire seulement deux scènes peuvent être représentées. La paire la plus courante dans une telle case est l'Annonciation et la Nativité de Jésus, bien qu'il y avait des moments où le Couronnement de la Vierge pouvait déplacer l'une d'entre elles.
La Chapelle Tornabuoni a neuf scènes. Dans ce cas, comme souvent, d'autres scènes, telle que la Visitation, comprenant Marie sont contenues dans la fresque complémentaire de la Vie de St Jean le Baptiste sur les murs. Une Vie du Christ a davantage de scènes qui se chevauchent avec la Vie de Marie, comme la Chapelle des Scrovegni le démontre. Albrecht Dürer réalisa une série influente et grandement populaire de 19 scènes en xylographie.

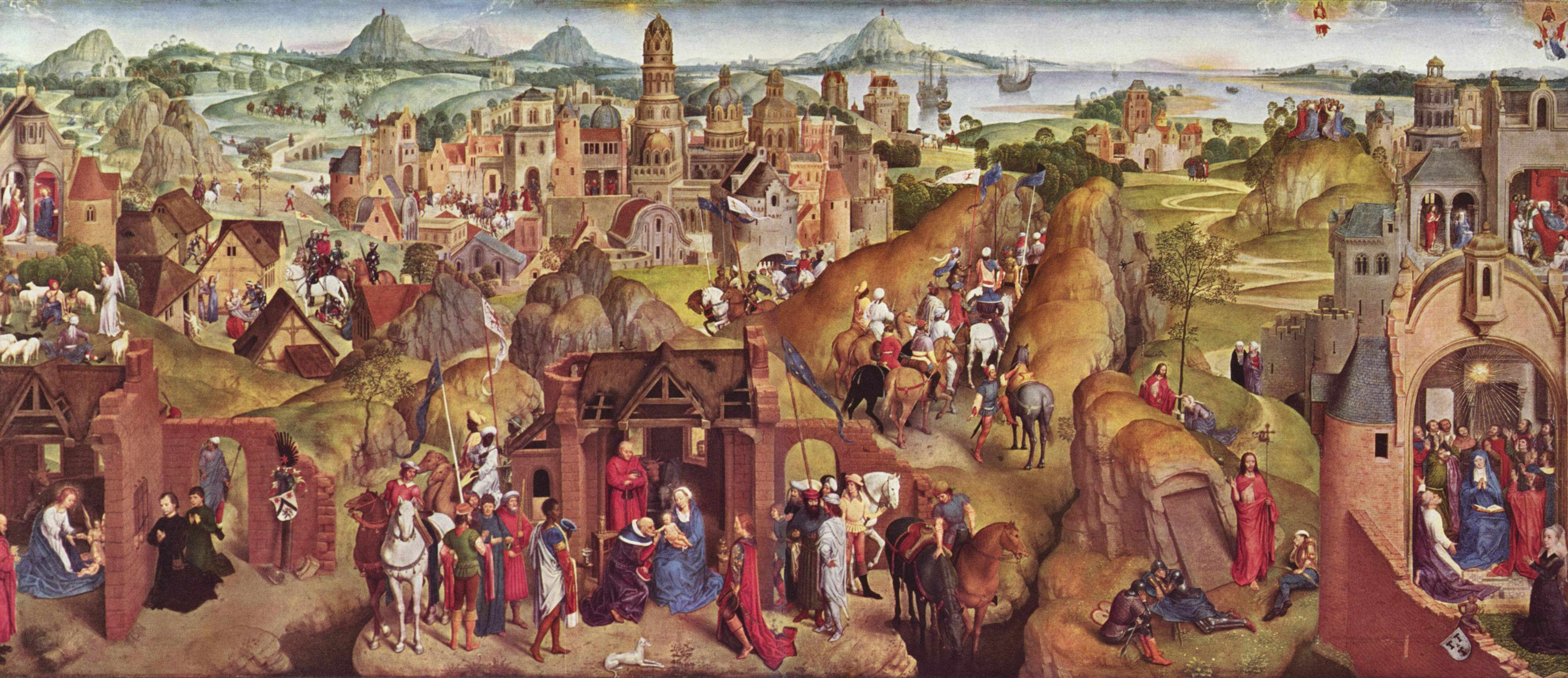
Les prétendues Sept joies de la Vierge de Hans Memling. Il s'agit en fait d'un titre ultérieur pour une fresque de la Vie de la Vierge sur un panneau. 25 scènes au total, n'impliquant pas toutes la Vierge, sont représentées. 1480, Alte Pinakothek, Munich

Le nombre total de scènes fût potentiellement vraiment grand au début de la période gothique ; Lafontaine-Dosogne, une autorité éminente, liste un total de 53 scènes avant l'Annonciation seule qui apparaît dans l'art Occidental, bien que seulement un seul exemple (une enluminure du XIIIe siècle d'Allemagne) contenant tous ces survivants, et possiblement quelques autres ayant existé. Dix-sept de ces scènes précèdent la Naissance de la Vierge. Ces scènes apocryphes devinrent davantage limitées à la fin du Moyen Âge.
Certains événements de la Vie furent célébrés comme fêtes par l'Église, et d'autres ne le furent pas ; cela affecta grandement la fréquence avec laquelle elles furent représentées. D'autres pratiques de dévotion mariale affectèrent la longueur et la composition des fresques : les Livres d'Heures avaient souvent huit scènes à aller de pair avec les huit parties du texte du Petit office de la Sainte Vierge. Mater dolorosa, les Sept joies de la Vierge et les 15 mystères du Rosaire ont également influencé la sélection des scènes, par exemple dans les illustrations standardisées pour le Speculum Humanae Salvationis. Les développements théologiques ont aussi influencé la sélection, spécialement ceux concernant la Mort de la Vierge et l'Assomption, avec cette dernière remplaçant progressivement l'ancienne dans l'Occident.

## Tableau des scènes
Le tableau ci-dessous représente qu'une scène fût le sujet d'un jour de fête dans l'église Occidentale, et donne les contenus des fresques (décrites au-dessus et en-dessous) par : Giotto dans la Chapelle des Scrovegni, un Livre d'Heures typique, le Livre d'heures de Catherine de Clèves, la fresque du "Maître du Louvre Vie de la Vierge", la fresque de Ghirlandajo dans la Chapelle Tornabuoni, et les illustrations d'Israhel van Meckenem et Albrecht Dürer.
| Scène                             | Fête ? | Giotto   | Livre d'Heures        | Louvre     |
| --------------------------------- | ------ | -------- | --------------------- | ---------- |
| Rejet de / Annonciation à Joachim |        | Les deux |                       |            |
| Joachim et Anne à la Porte dorée  | Oui    | Oui      |                       |            |
| Nativité de Marie                 | Oui    | Oui      |                       | Oui        |
| Présentation de Marie             | Oui    | Oui      |                       | Deux       |
| Mariage de la Vierge              |        | Oui      |                       | Oui        |
| Annonciation                      | Oui    | Oui      | Oui                   | Manquant ? |
| Visitation                        | Oui    | Oui      | Oui                   | Oui        |
| Nativité de Jésus                 | Oui    | Combiné  | Oui                   | Oui        |
| Annonce aux bergers               | Oui    | Combiné  | Oui                   |            |
| Adoration des mages               | Oui    | Oui      | Oui                   |            |
| Circoncision de Jésus             | Oui    |          |                       | Oui        |
| Présentation de Jésus au Temple   | Oui    | Oui      | Oui                   | Oui        |
| Fuite en Égypte                   |        | Oui      | Oui, et/ou alternatif | Oui        |
| Massacre des Innocents            | Oui    | Oui      | Oui, et/ou alternatif |            |
| Jésus parmi les docteurs          |        | Oui      |                       | Oui        |
| Adieu du Christ à sa mère         |        |          |                       |            |
| Crucifixion de Jésus              | Oui    | Oui      |                       |            |
| Ascension de Jésus                | Oui    | Oui      |                       |            |
| Pentecôte                         | Oui    | Oui      |                       |            |
| Mort de la Vierge                 | Oui    |          |                       |            |
| Assomption de Marie               | Oui    |          |                       |            |
| Couronnement de la Vierge         |        |          | Oui                   |            |
| Autre                             |        | Beaucoup |                       | 1          |
| Total                             | 16     | 17+      | 8                     | 12         |

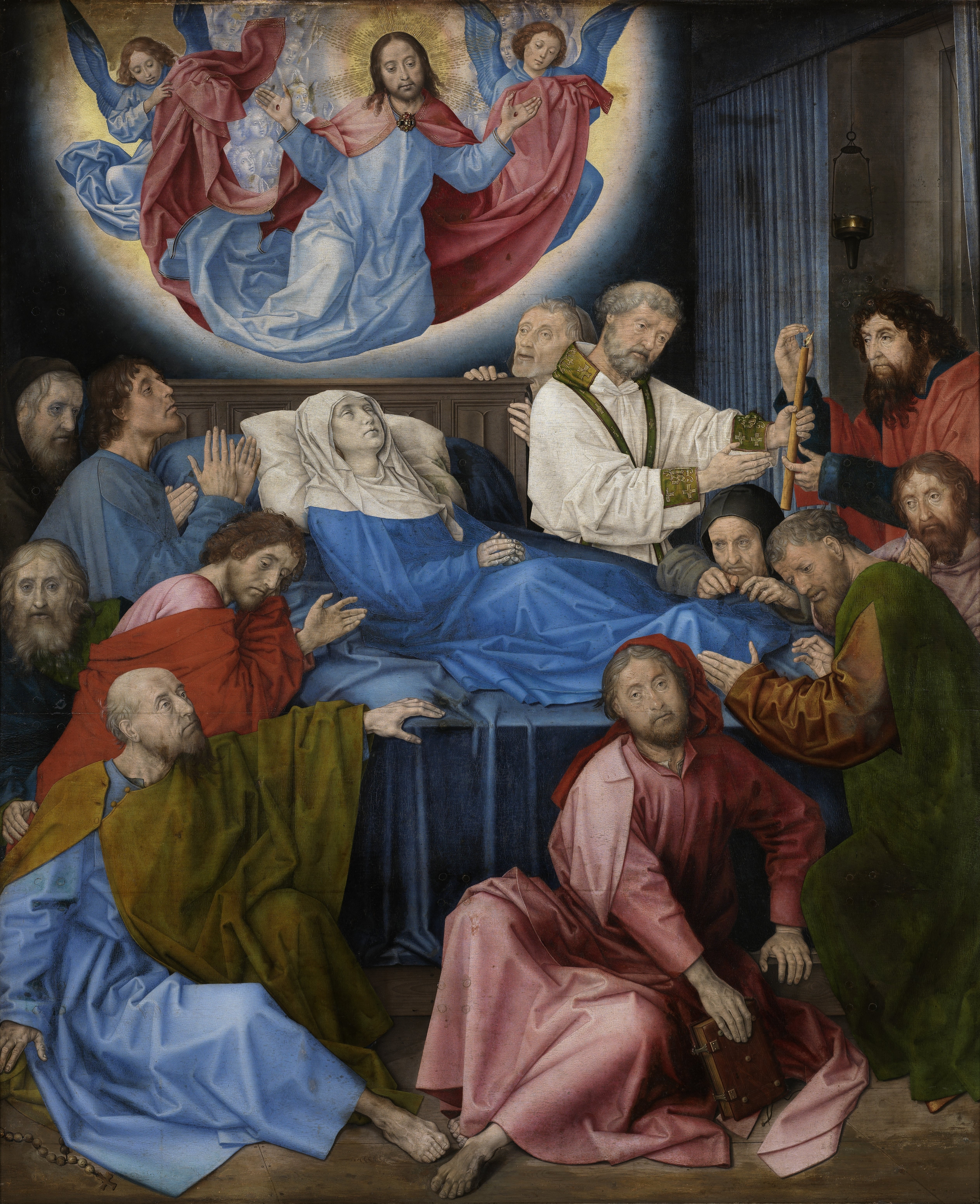
Mort de la Vierge, Hugo van der Goes

L'échantillon ci-dessus est correct en suggérant que l'Annonciation et la Nativité furent les seules scènes indispensables ; la fresque du Louvre vint probablement d'un retable avec une Annonciation manquante comme son panneau principal. La Nativité est toujours représentée, mais elle peut être faite par la Nativité elle-même, l'Adoration des Bergers, ou l'Adoration des Mages - ou par une combinaison de ces trois-là. Bien que les huit scènes pour les Livres d'Heures furent la sélection standard, suivi par exemple par les deux exemples décrits par Robert Calkins, il sera remarqué que la plus longue fresque dans le "Livre d'heures de Catherine de Clèves" chevauche uniquement avec le schéma standard des trois scènes. Ghirlandajo a de grands espaces rectangulaires à remplir, et évite les scènes avec seulement quelques participants (et avec aucune opportunité pour les costumes voyants), sauf pour l'Annonciation. L'Adieu du Christ à sa mère fût un sujet nouveau au XIVe siècle, et uniquement populaire à partir du XVe.

## Histoire
La représentation de scènes à partir de la vie de la Vierge revient aux tout premiers jours de l'art chrétien ; une scène de l'église à Doura Europos d'environ 250 a été interprétée comme une procession de Vierges accompagnant Marie au Temple. D'anciennes fresques avaient tendance à inclure plus de scènes et détails des Évangiles apocryphes, comprenant l'histoire des parents de Marie, Sainte Anne et Joachim, avant sa naissance. L'influence de ces histoires n'a jamais entièrement disparue, en partie parce que les Évangiles canoniques donnent quelques détails de la vie de Marie avant et après les années autour de la naissance de Jésus. En Occident le Pseudo-Matthieu était la source apocryphe dominante, en Orient, des versions légèrement différentes, toutes dérivant du Protévangile de Jacques, furent préférées. 

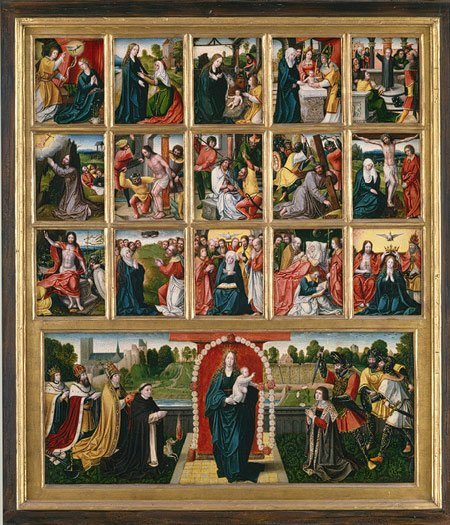
Les Quinze mystères du Rosaire et la Vierge du Rosaire, une fresque basée sur le Rosaire.

Les fresques de la Vie de Marie étaient moins fréquentes en Occident qu'en Orient jusqu'à la période gothique. La fresque de la Nativité dans le tympan du portail droit de la Cathédrale de Chartres est la plus ancienne fresque monumentale occidentale à apparaître sous une Vierge et Enfant sacrés. De telles fresques continuèrent à apparaître dans des positions célèbres, devenant progressivement moins courantes que les scènes de la Passion du Christ. L'évolution lors du XIIIe siècle du Livre d'heures enluminé donna une autre localisation importante pour les fresques, comme le fît le développement graduel de retables sophistiqués pour la Chapelle Notre-Dame, ou au moins un autel latéral, que toutes les grandes églises avaient.
Avec l'arrivée de l'estampe de vieux maître, les séries de la Vie furent populaires, et furent souvent parmi les œuvres les plus ambitieuses des artistes d'estampe. La Mort de la Vierge de Martin Schongauer fût l'une des œuvres les plus influentes, adaptée en peinture par un hôte d'artistes en Allemagne et au-delà. Schongauer organisa apparemment une large série, mais seulement quatre scènes ont été réalisées. La série d'Israhel van Meckenem de 12 scènes et la série de Francesco Rosselli, qui suivirent les sujets des Mystères du Rosaire, furent les plus importantes entre autres les exemples du XVe siècle. Dürer les éclipsa largement au début du XVIe siècle avec sa fresque de 19 xylographies sur la Vie de la Vierge suivant essentiellement la composition de Schongauer.
Avec le déclin des enluminures et l'avènement de grands tableaux et le retable sujet particulier, les fresques devinrent moins importantes en art, sauf dans la forme estampe, mais les fresques peintes ne furent pas éteintes. Une fresque de grandes peintures par Luca Giordano d'environ 1688 accrochée dans la chambre de la Reine d'Espagne à Madrid au XVIIIe siècle, et de nombreuses fresques furent peintes pour les cathédrales et d'autres bâtiments. Après le décret du Concile de Trente en 1563, plusieurs scènes apocryphes, et les introductions médiévales comme l'Évanouissement de la Vierge, furent attaquées par des écrivains comme Molanus et le Cardinal Federico Borromeo.

## Galerie

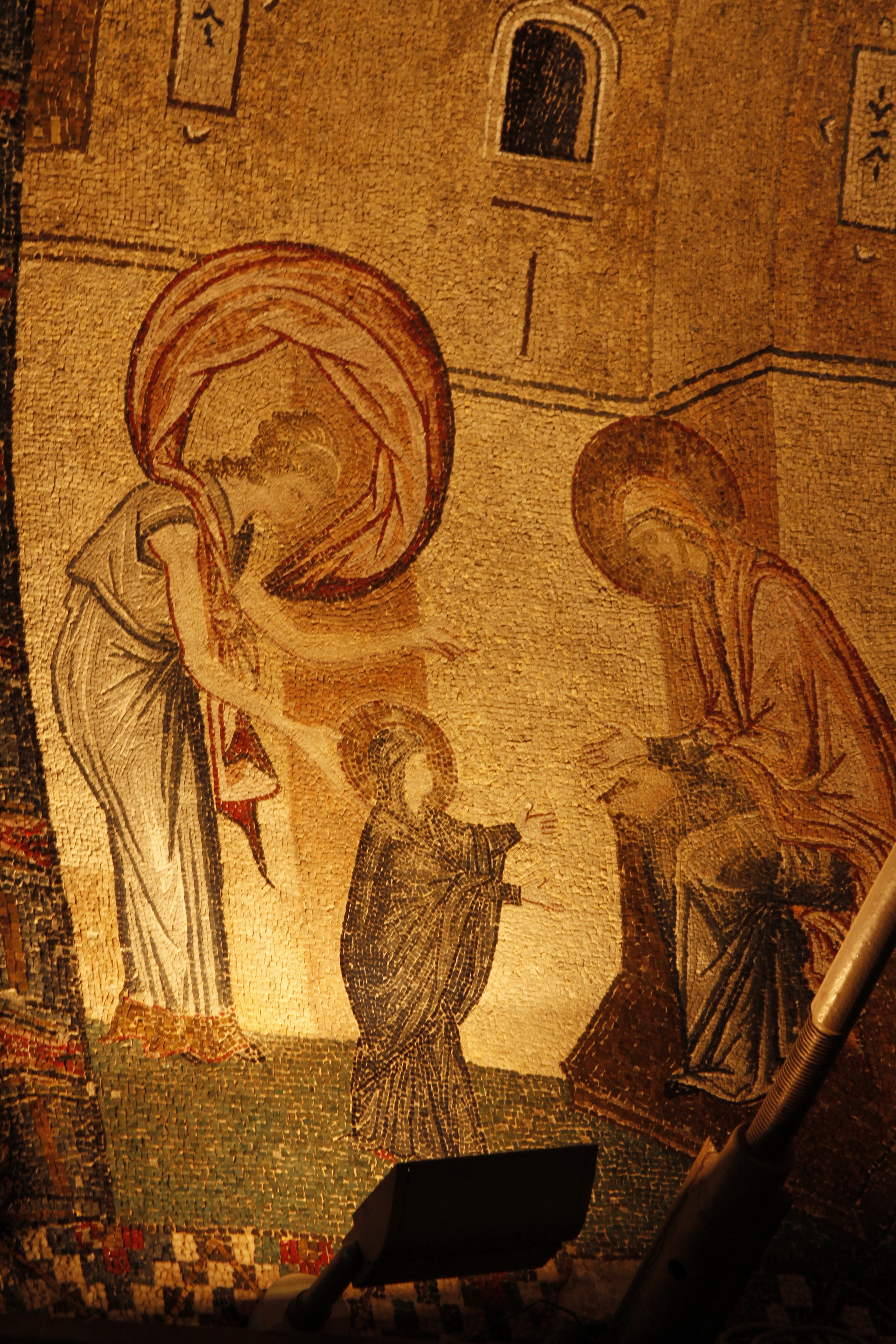
Les Sept premiers pas de la Vierge, un sujet Byzantin courant, rarement vu en Occident. Mosaïques de Saint-Sauveur-in-Chora, Constantinople, 1315-21.
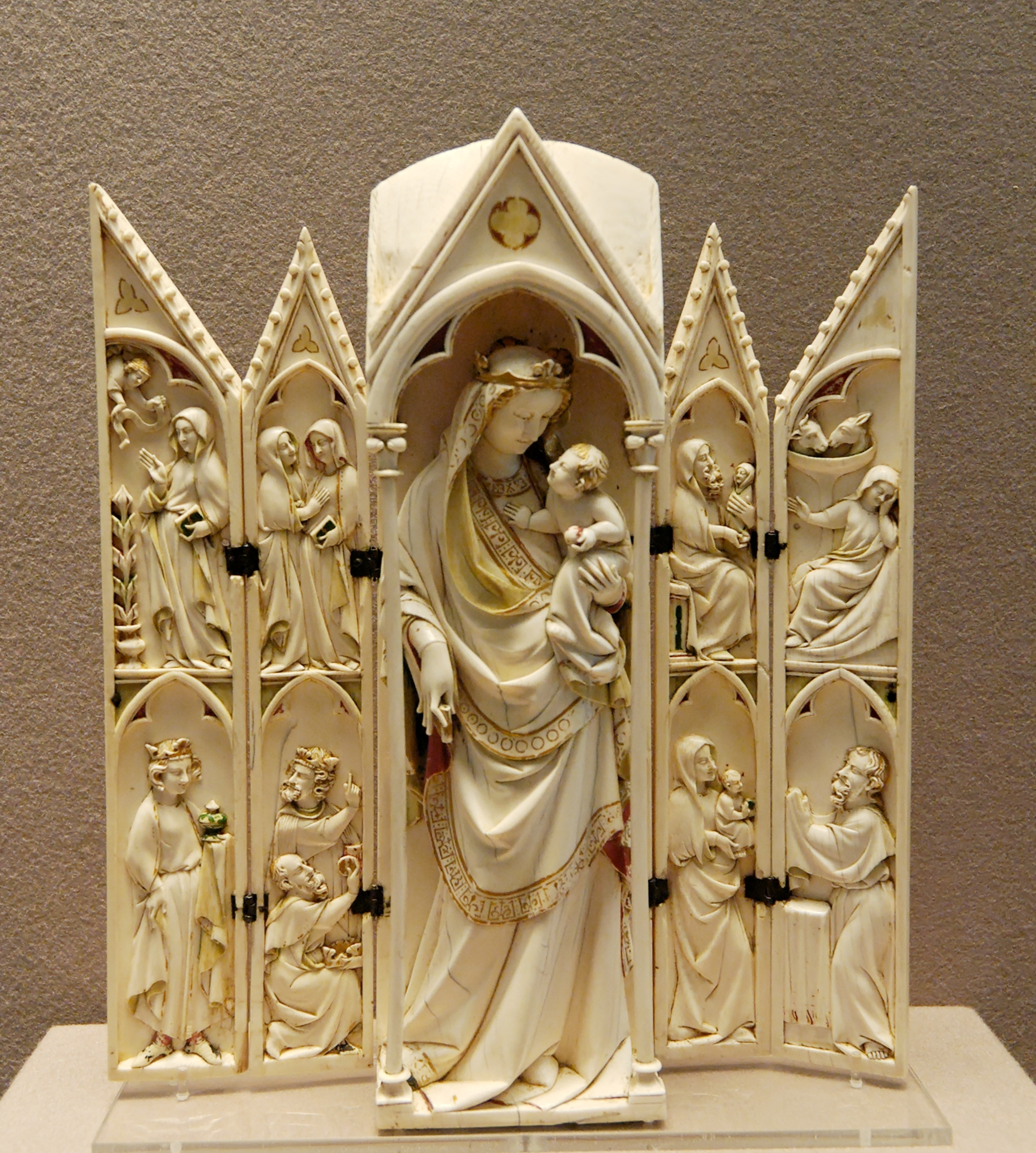
Triptyque en ivoire française du XIVe siècle représentant l'Annonciation, la Visitation, l'Adoration des Mages, la Nativité (avec Joseph tenant le bébé pendant que Marie dort), la Présentation.
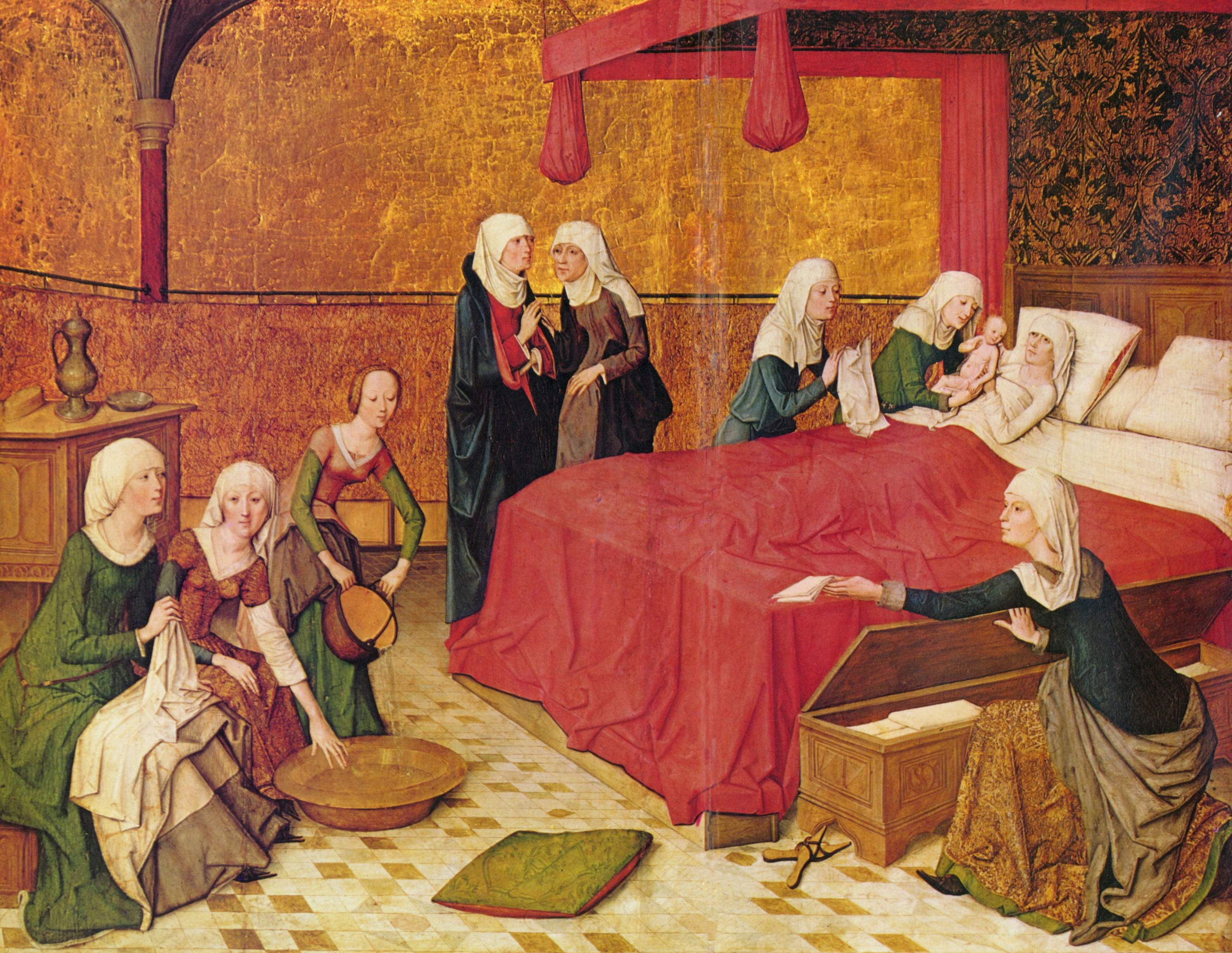
Nativité de Marie allemande, de la fresque de 8 scènes par le Maître de la vie de Marie, 1463
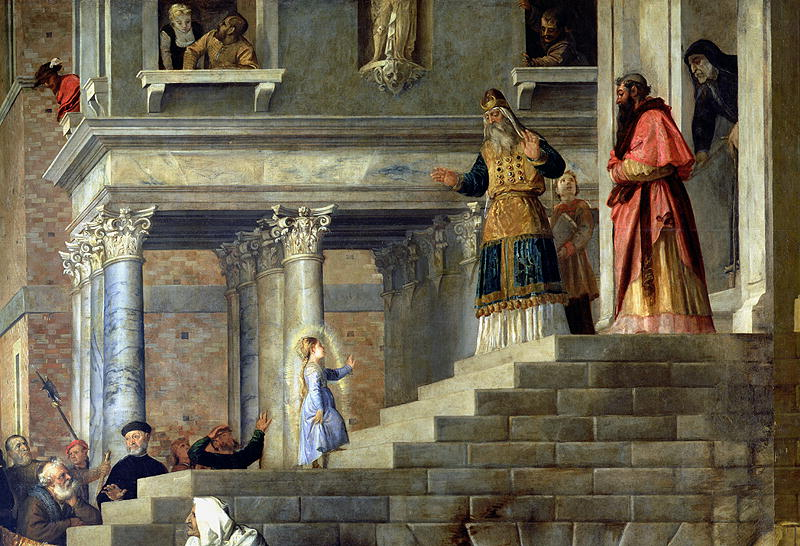
La Présentation de Marie par Titien

## Voir également
- Saint-Sauveur-in-Chora